# بابا استارلینگ
بابا استارلینگ (انگلیسی: Bubba Starling؛ زادهٔ ۳ اوت ۱۹۹۲) بازیکن بیس‌بال اهل ایالات متحده آمریکا است.
از باشگاه‌هایی که در آن بازی کرده‌است می‌توان به کانزاس‌سیتی رویالز اشاره کرد.
وی در مسابقات کشوری و بین‌المللی در مجموع برندهٔ ۱ مدال نقره شده‌است.